# Caisse de crédit de Nice
La Caisse de crédit de Nice est un établissement bancaire de taille régionale créé en 1865 et disparu en 1917 après avoir fusionné avec la Banque suisse et française et la Maison Aynard et fils pour donner naissance au Crédit commercial de France.

## Historique
Elle est créée le 1er mai 1865 sous la forme d'une société à responsabilité limitée au capital social de deux millions de francs,. Celui-ci est porté jusqu'à vingt millions de francs à partir de janvier 1881 avant d'être réduit jusqu'à cinq millions de francs en février 1889,  mais remonte à dix millions de francs en 1906. Ses principaux actionnaires à sa création sont quatre négociants niçois : Adolphe Sicard, Paul Gautier, Jules Gilly et Eugène Abbo (président de la chambre de commerce de Nice). La caisse est transformée en société anonyme le 25 avril 1875. Son emblème est le griffon[réf. nécessaire]. Son activité est mixte : à la fois banque d'affaires et de dépôt. 
Son siège social est situé au 1 rue Gubernatis à Nice ; cette adresse abrite encore en 2022 une agence  du groupe bancaire britannique HSBC (qui a racheté le CCF en 2000). La caisse possède une agence dans la même ville au 18 place Napoléon (actuelle place Garibaldi). Elle dispose d'une succursale à Cannes, au 18 rue d'Antibes. Elle ouvre plusieurs autres succursales ou agences sur la Méditerranée : Grasse en 1866, Draguignan en 1867, Toulon et Brignoles en 1871, Menton en 1875, et Port-Maurice (Italie) en 1900, Saint-Tropez et Bari (Italie) en 1879, Sanremo (Italie) en 1880, Saint-Raphaël en 1881, Gênes (Italie) en 1896[réf. nécessaire]. Un décret du roi  d'Italie, Humbert Ier, en date du 20 novembre 1881,  l'autorise à exercer son activité dans le royaume d'Italie.
En 1894, son bénéfice annuel net est de 333 393 francs.
Le 15 janvier 1917, les actionnaires de la banque parisienne Banque suisse et française, réunis en assemblée générale extraordinaire, approuvent l'absorption de la Caisse de crédit de Nice et la fusion avec la banque lyonnaise Maison Aynard et fils,. À cette occasion, la nouvelle entité ainsi créée prend le nom de Crédit commercial de France. L'absorption de la Caisse de crédit de Nice porte le capital social de la Banque suisse et française de 40 à 45 millions de francs.

## Directeurs
- Adolphe Sicard, qui démissionne quelques années avant 1890, année de sa mort par suicide, commis après avoir perdu une grande partie de sa fortune[12]. Il possédait la villa Paradiso[13].